# Blaincourt-lès-Précy
Pour les articles homonymes, voir Blaincourt-sur-Aube et Précy (homonymie).
Pour l’article ayant un titre homophone, voir Blincourt.
Blaincourt-lès-Précy est une commune française située dans le département de l'Oise en région Hauts-de-France. Ses habitants sont appelés les Blaincourtois.

## Géographie

### Description

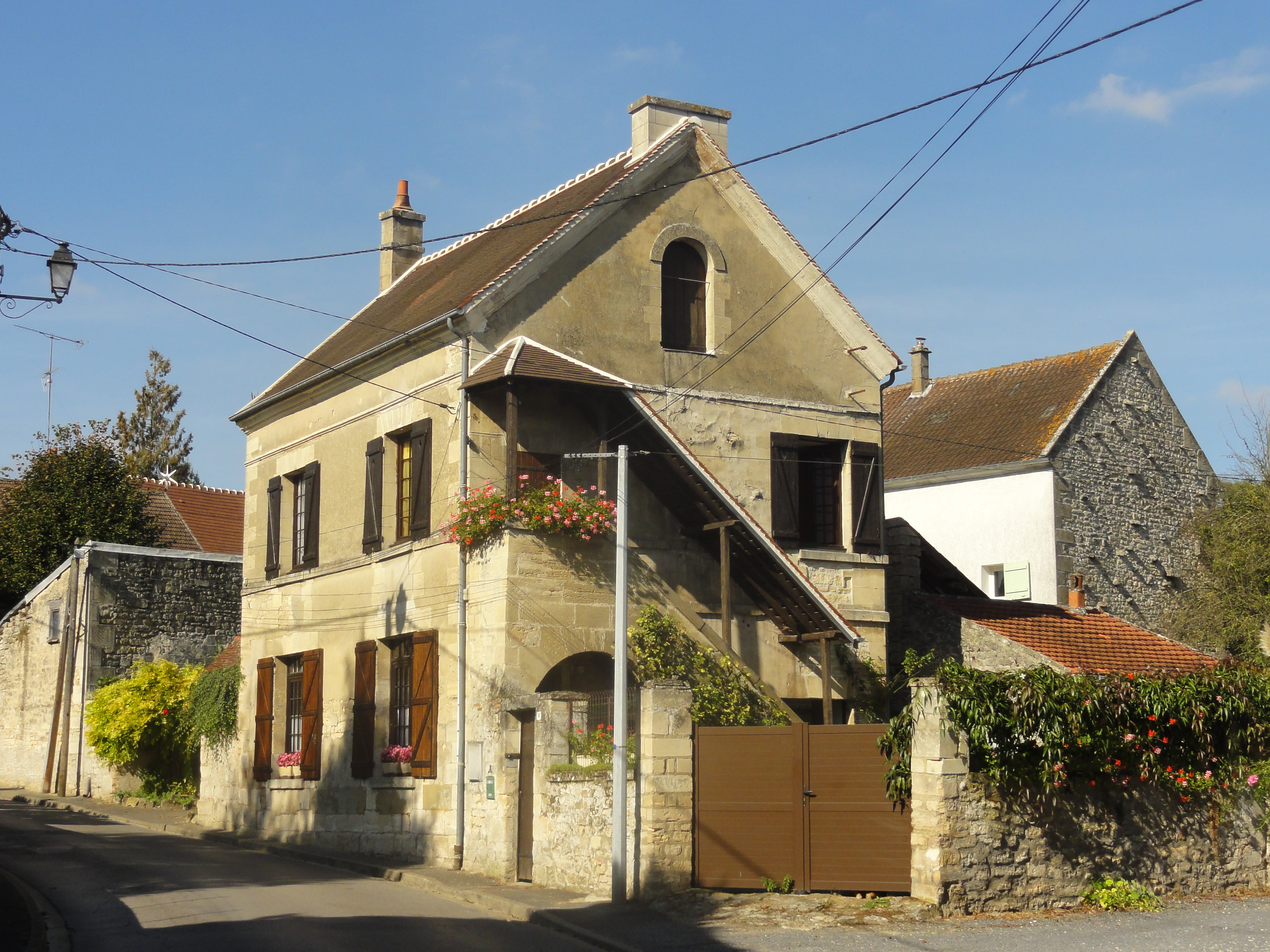
Ambiance du village : la rue Madeleine-Hobigand.

Blaincourt-lès-Précy est limitrophe au nord de Précy-sur-Oise, un bourg périurbain de la rive droite de l'Oise. Les deux sont situés à 10 km au sud-ouest de Creil, 41 km au nord de Paris et à 28 km au sud-est de Beauvais.
Au début du XIXe siècle la commune était présentée comme située « dans une vallée étroite courant du nord-ouest au sud-est, et recevant dans les grandes pluies les eaux des coteaux de droite et gauche qui inondent les terres labourables et des maisons ».

### Communes limitrophes
Les communes limitrophes sont  Cires-lès-Mello, Crouy-en-Thelle, Ercuis, Maysel, Précy-sur-Oise, Saint-Leu-d'Esserent et Villers-sous-Saint-Leu.
| Ercuis          | Cires-lès-Mello      | Maysel Saint-Leu-d'Esserent |
| Crouy-en-Thelle | Blaincourt-lès-Précy |                             |
|                 | Précy-sur-Oise       | Villers-sous-Saint-Leu      |

### Hydrographie
La commune est située dans le bassin Seine-Normandie. Elle n'est drainée par aucun cours d'eau,.

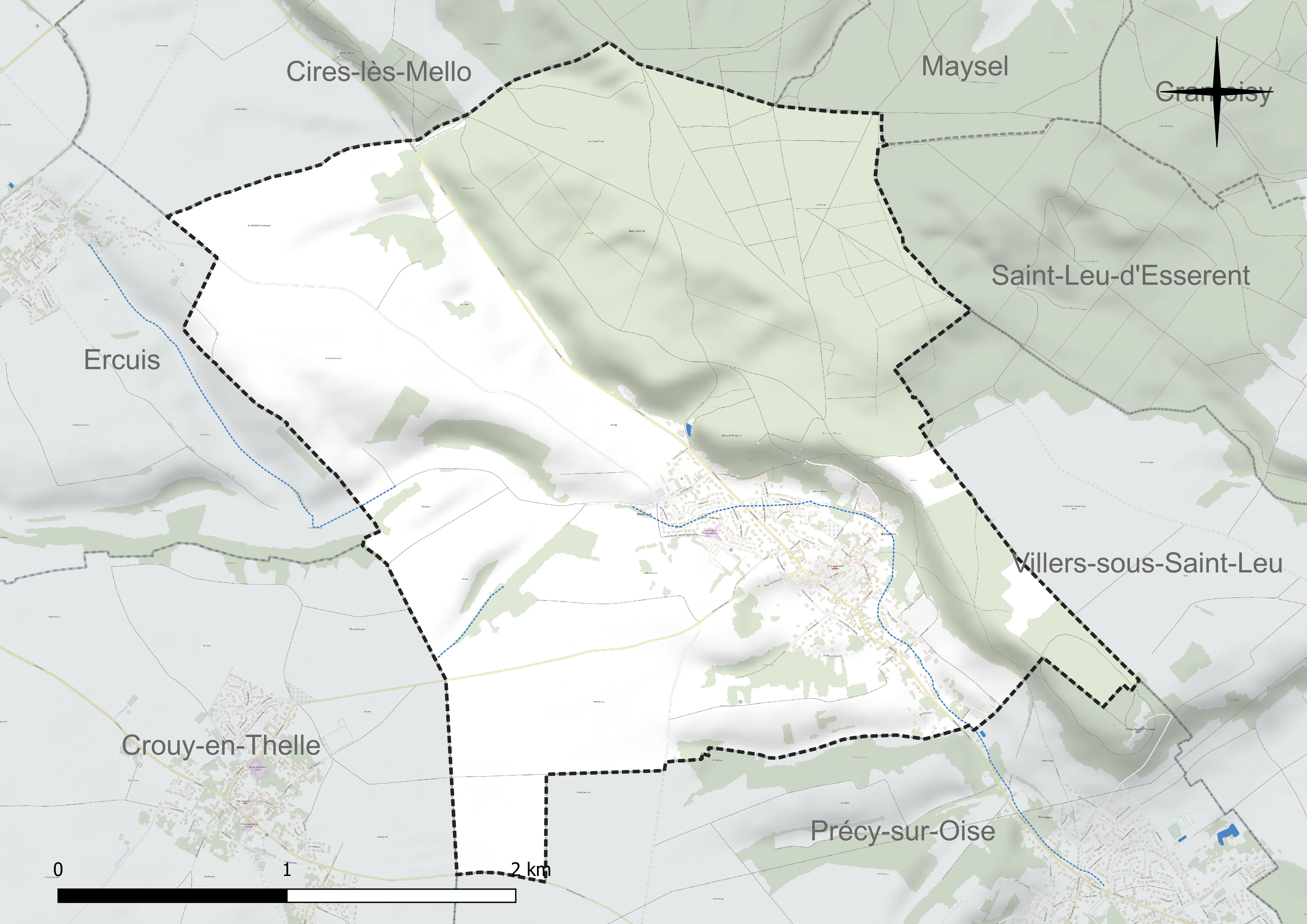
Réseau hydrographique de Blaincourt-lès-Précy.

### Climat
Pour des articles plus généraux, voir Climat des Hauts-de-France et Climat de l'Oise.
En 2010, le climat de la commune est de type climat océanique dégradé des plaines du Centre et du Nord, selon une étude du CNRS s'appuyant sur une série de données couvrant la période 1971-2000. En 2020, Météo-France publie une typologie des climats de la France métropolitaine dans laquelle la commune est dans une zone de transition entre le climat océanique et le climat océanique altéré et est dans la région climatique Sud-ouest du bassin Parisien, caractérisée par une faible pluviométrie, notamment au printemps (120 à 150 mm) et un hiver froid (3,5 °C).
Pour la période 1971-2000, la température annuelle moyenne est de 10,8 °C, avec une amplitude thermique annuelle de 14,6 °C. Le cumul annuel moyen de précipitations est de 713 mm, avec 11,4 jours de précipitations en janvier et 8 jours en juillet. Pour la période 1991-2020, la température moyenne annuelle observée sur la station météorologique la plus proche, située sur la commune de Creil à 10 km à vol d'oiseau, est de 11,2 °C et le cumul annuel moyen de précipitations est de 662,2 mm,. Pour l'avenir, les paramètres climatiques de la commune estimés pour 2050 selon différents scénarios d'émission de gaz à effet de serre sont consultables sur un site dédié publié par Météo-France en novembre 2022.

## Urbanisme

### Typologie
Au 1er janvier 2024, Blaincourt-lès-Précy est catégorisée ceinture urbaine, selon la nouvelle grille communale de densité à sept niveaux définie par l'Insee en 2022.
Elle appartient à l'unité urbaine de Creil, une agglomération intra-départementale regroupant 23  communes, dont elle est une commune de la banlieue,,. Par ailleurs la commune fait partie de l'aire d'attraction de Paris, dont elle est une commune de la couronne,.

### Occupation des sols

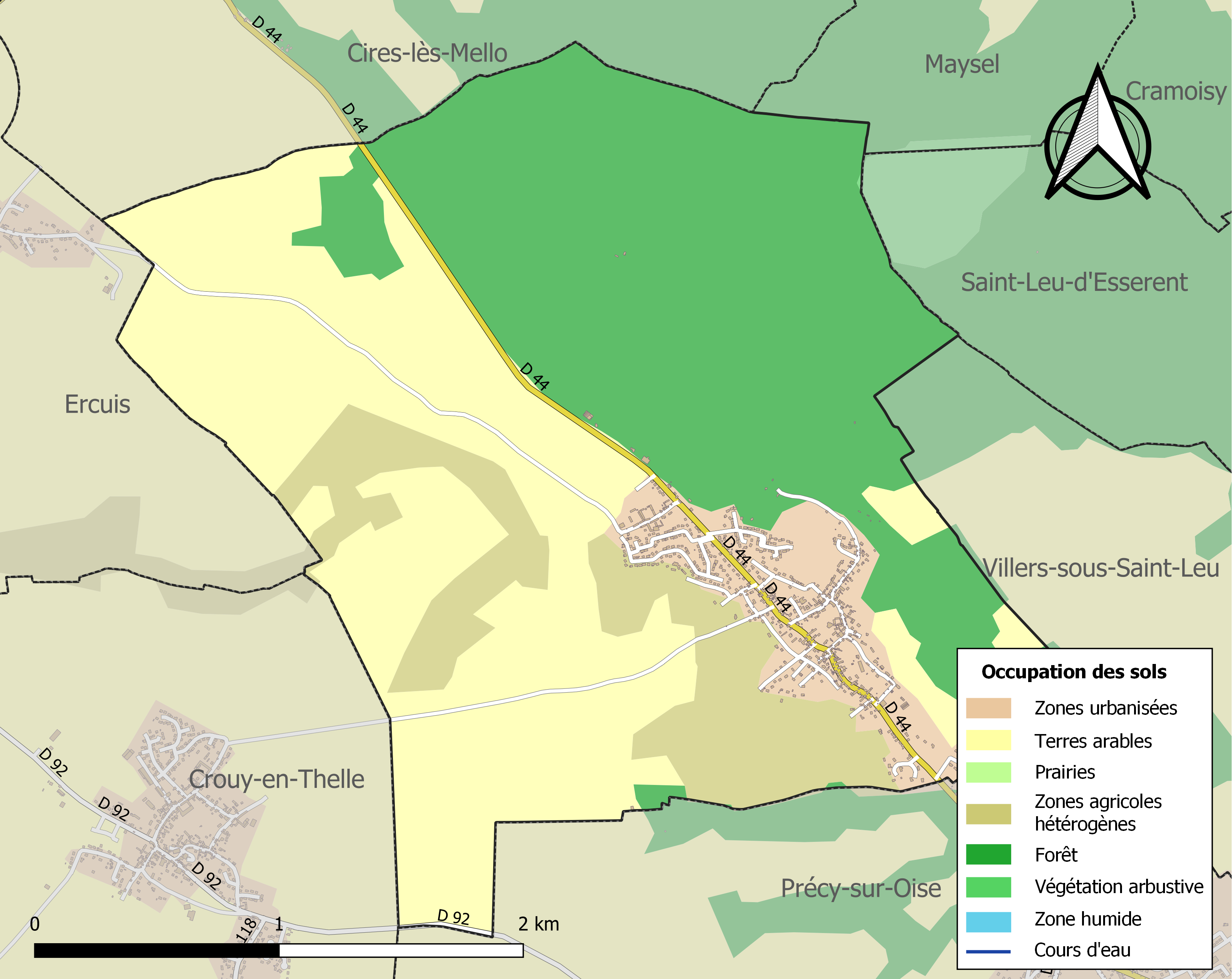
Carte des infrastructures et de l'occupation des sols de la commune en 2018 (CLC).

L'occupation des sols de la commune, telle qu'elle ressort de la base de données européenne d'occupation biophysique des sols Corine Land Cover (CLC), est marquée par l'importance des territoires agricoles (51,5 % en 2018), une proportion sensiblement équivalente à celle de 1990 (52,1 %). La répartition détaillée en 2018 est la suivante : 
forêts (40,5 %), terres arables (39,3 %), zones agricoles hétérogènes (12,2 %), zones urbanisées (7,9 %). L'évolution de l'occupation des sols de la commune et de ses infrastructures peut être observée sur les différentes représentations cartographiques du territoire : la carte de Cassini (XVIIIe siècle), la carte d'état-major (1820-1866) et les cartes ou photos aériennes de l'IGN pour la période actuelle (1950 à aujourd'hui).

### Habitat et logement
En 2018, le nombre total de logements dans la commune était de 499, alors qu'il était de 492 en 2013 et de 477 en 2008.
Parmi ces logements, 93,8 % étaient des résidences principales, 1,8 % des résidences secondaires et 4,5 % des logements vacants. Ces logements étaient pour 94,8 % d'entre eux des maisons individuelles et pour 4,6 % des appartements.
Le tableau ci-dessous présente la typologie des logements à Blaincourt-lès-Précy en 2018 en comparaison avec celle de l'Oise et de la France entière. Une caractéristique marquante du parc de logements est ainsi une proportion de résidences secondaires et logements occasionnels (1,8 %) inférieure à celle du département (2,5 %) mais supérieure à celle de la France entière (9,7 %). Concernant le statut d'occupation de ces logements, 89,1 % des habitants de la commune sont propriétaires de leur logement (90 % en 2013), contre 61,4 % pour l'Oise et 57,5 pour la France entière.
| Typologie                                               | Blaincourt-lès-Précy | Oise | France entière |
| ------------------------------------------------------- | -------------------- | ---- | -------------- |
| Résidences principales (en %)                           | 93,8                 | 90,4 | 82,1           |
| Résidences secondaires et logements occasionnels (en %) | 1,8                  | 2,5  | 9,7            |
| Logements vacants (en %)                                | 4,5                  | 7,1  | 8,2            |

### Voies de communication et transports
La station de chemin de fer la plus proche est la gare de Précy-sur-Oise desservie par les trains du réseau Paris-Nord du Transilien, mais la gare de Creil est mieux desservie. Le village est traversé par le sentier de grande randonnée GR1a.
La commune est desservie, en 2023, par les lignes 635, 649, 6203, 6206 et 6243 du réseau interurbain de l'Oise.

## Toponymie
La dénomination de la commune a changé de Blaincourt à Blaincourt-lès-Précy en 1992.
Le nom de Blaincourt se compose du mot Blain , Belin (« bélier » en vieux français) ou Blin (contraction fréquente de Belin), d'origine celtique qui désignait au Moyen Âge un « mouton », et du suffixe Court appartenant à la basse latinité et désigne non seulement une habitation de campagne placée au milieu d'un terrain fermé de murailles ou de haies vives, et servant de verger ou de pâturage, mais surtout la maison seigneuriale avec ses dépendances. Les mots Blain, Blin, Belin, Bélier et Mouton, sont devenus des noms de famille ou comme surnom encore usités aujourd'hui.
La préposition « lès » permet de signifier la proximité d'un lieu géographique par rapport à un autre lieu. En règle générale, il s'agit d'une localité qui tient à se situer par rapport à une ville voisine plus grande. La commune française de Blaincourt indique qu'elle se situe près de Précy-sur-Oise.

## Histoire
Louis Graves indique en 1831 que « Blainçaurt ne fut longtems qu'un secours ou vicariat dépendant de. Précy-sur-Oise ; dans le XVIIIe siècle elle devint une paroisse à laquelle présentait le prieur de Saint-Leu ».
A cette même date, la commune n'était propriétaire que d'un petit presbytère et l'on y notait une exploitation de grès assez considérable ainsi que plusieurs carrières. La population était essentiellement agricole ».

## Politique et administration

### Rattachements administratifs et électoraux
La commune se trouve dans l'arrondissement de Senlis du département de l'Oise. Pour l'élection des députés, elle fait partie de la troisième circonscription de l'Oise.
Elle faisait partie de 1793 à 1973 du canton de Creil. Celui-ci est alors scindé, et la commune rattachée au canton de Montataire. Dans le cadre du redécoupage cantonal de 2014 en France, ce canton, dont dépend toujours la commune, est modifié et s'étend, regroupant désormais 15 communes.

### Intercommunalité
La commune faisait partie de la communauté de communes la Ruraloise, un établissement public de coopération intercommunale (EPCI) à fiscalité propre créé au 1er janvier 2004, et auquel la commune avait transféré un certain nombre de ses compétences, dans les conditions déterminées par le code général des collectivités territoriales,. Cette intercommunalité a  pris la suite du SIVOM de Villers.
Dans le cadre des dispositions de la loi portant nouvelle organisation territoriale de la République (Loi NOTRe) du 7 août 2015, qui prévoit que les établissements publics de coopération intercommunale (EPCI) à fiscalité propre doivent avoir un minimum de 15 000 habitants, le préfet de l'Oise a publié en octobre 2015 un projet de nouveau schéma départemental de coopération intercommunale, qui prévoit la fusion de plusieurs intercommunalités, et en particulier  de la communauté de communes du Pays de Thelle et de la communauté de communes la Ruraloise, formant ainsi une intercommunalité de 42 communes et de 59 626 habitants,.
La nouvelle communauté de communes Thelloise, dont est membre la commune  est ainsi créée par un arrêté préfectoral du 30 novembre 2016 qui a pris effet le 1er janvier 2017.

### Liste des maires
| Période    | Période                       | Identité                | Étiquette | Qualité                                                                  |
| ---------- | ----------------------------- | ----------------------- | --------- | ------------------------------------------------------------------------ |
| 1790       | 1791                          | Antoine Louis Camus     |           |                                                                          |
| 1791       | 1792                          | Jacques Couvreur        |           |                                                                          |
| 1792       | 1796                          | Jean Debrebant          |           |                                                                          |
| 1796       | 1798                          | Pierre Debrebant        |           |                                                                          |
| 1798       | 1800                          | Pierre Sand'homme       |           |                                                                          |
| 1800       | 1808                          | Antoine Camus           |           |                                                                          |
| 1808       | 1815                          | M. Claude Eloy          |           |                                                                          |
| 1815       | 1815                          | Jacques Couvreur        |           |                                                                          |
| 1816       | 1818                          | M. Claude Eloy          |           |                                                                          |
| 1818       | 1832                          | Noël Quillet            |           |                                                                          |
| 1832       | 1837                          | Jean-Baptiste Duvivier  |           |                                                                          |
| 1837       | 1840                          | Jean Dumondel           |           |                                                                          |
| 1840       | 1871                          | Jean-Louis Bachevillers |           |                                                                          |
| 1871       | 1888                          | René Mignot             |           |                                                                          |
| 1888       | 1896                          | Jean Laurent            |           |                                                                          |
| 1896       | 1907                          | Jean-Louis Galleux      |           |                                                                          |
| 1907       | 1929                          | Célestin Laurent        |           |                                                                          |
| 1929       | 1931                          | Emile Budin             |           |                                                                          |
| 1931       | 1944                          | Paul Dumondel           |           | cultivateur                                                              |
| 1944       | 1951                          | Jean-Baptiste Buiron    |           |                                                                          |
| 1951       | 1965                          | Ferdinand Hobigand      |           |                                                                          |
| 1965       | 1971                          | Noël Chartrel           |           |                                                                          |
| 1971       | 1980                          | Germain Van Haecke      |           |                                                                          |
| 1980       | 1986                          | Charles Starnini        |           |                                                                          |
| 1986       | 1989                          | Pierre Raynaud          |           |                                                                          |
| 1989       | 1995                          | Nicolas Mouravtzeff     |           |                                                                          |
| 1995       | 2001                          | Michel Danger           |           | Enseignant, secrétaire de mairie                                         |
| 2001       | mars 2008                     | Didier Peltot           | DVG       |                                                                          |
| mars 2008  | juin 2023,                    | Patrick Corbel          | LR        | Mandat écourté par la démission d'une partie du conseil municipal        |
| juin 2023, | En cours (au 10 juillet 2023) | Mickaël Dequin          |           | Fonctionnaire de police Délégué national Unité SGP Police-Force Ouvrière |

## Équipements et services publics

### Santé
La municipalité crée en 2016/2017 une maison de santé destinée à accueillir deux médecins généralistes, deux kinési-thérapeutes, deux infirmières et un pédiatre à temps partiel, dans une ancienne chèvrerie située près de l'église.

## Population et société

### Démographie

#### Évolution démographique
L'évolution du nombre d'habitants est connue à travers les recensements de la population effectués dans la commune depuis 1793. Pour les communes de moins de 10 000 habitants, une enquête de recensement portant sur toute la population est réalisée tous les cinq ans, les populations de référence des années intermédiaires étant quant à elles estimées par interpolation ou extrapolation. Pour la commune, le premier recensement exhaustif entrant dans le cadre du nouveau dispositif a été réalisé en 2004.

En 2022, la commune comptait 1 187 habitants, en évolution de −0,42 % par rapport à 2016 (Oise : +0,87 %, France hors Mayotte : +2,11 %).
| 1793 | 1800 | 1806 | 1821 | 1831 | 1836 | 1841 | 1846 | 1851 |
| ---- | ---- | ---- | ---- | ---- | ---- | ---- | ---- | ---- |
| 536  | 527  | 562  | 529  | 510  | 479  | 472  | 482  | 457  |

| 1856 | 1861 | 1866 | 1872 | 1876 | 1881 | 1886 | 1891 | 1896 |
| ---- | ---- | ---- | ---- | ---- | ---- | ---- | ---- | ---- |
| 455  | 432  | 413  | 418  | 381  | 358  | 359  | 326  | 328  |

| 1901 | 1906 | 1911 | 1921 | 1926 | 1931 | 1936 | 1946 | 1954 |
| ---- | ---- | ---- | ---- | ---- | ---- | ---- | ---- | ---- |
| 320  | 309  | 335  | 325  | 323  | 343  | 336  | 310  | 330  |

| 1962 | 1968 | 1975 | 1982 | 1990  | 1999  | 2004  | 2006  | 2009  |
| ---- | ---- | ---- | ---- | ----- | ----- | ----- | ----- | ----- |
| 354  | 438  | 522  | 889  | 1 253 | 1 158 | 1 215 | 1 229 | 1 193 |

| 2014  | 2019  | 2022  | - | - | - | - | - | - |
| ----- | ----- | ----- | - | - | - | - | - | - |
| 1 198 | 1 185 | 1 187 | - | - | - | - | - | - |

#### Pyramide des âges
La population de la commune est relativement jeune.
En 2018, le taux de personnes d'un âge inférieur à 30 ans s'élève à 32,2 %, soit en dessous de la moyenne départementale (37,3 %). À l'inverse, le taux de personnes d'âge supérieur à 60 ans est de 24,2 % la même année, alors qu'il est de 22,8 % au niveau départemental.
En 2018, la commune comptait 580 hommes pour 607 femmes, soit un taux de 51,14 % de femmes, légèrement supérieur au taux départemental (51,11 %).
Les pyramides des âges de la commune et du département s'établissent comme suit.
| Hommes | Classe d’âge | Femmes |
| ------ | ------------ | ------ |
| 0,2    | 90 ou +      | 0,8    |
| 5,0    | 75-89 ans    | 5,4    |
| 18,5   | 60-74 ans    | 18,5   |
| 25,4   | 45-59 ans    | 23,6   |
| 18,0   | 30-44 ans    | 20,3   |
| 13,8   | 15-29 ans    | 11,4   |
| 19,2   | 0-14 ans     | 20,0   |

| Hommes | Classe d’âge | Femmes |
| ------ | ------------ | ------ |
| 0,5    | 90 ou +      | 1,4    |
| 5,5    | 75-89 ans    | 7,6    |
| 15,6   | 60-74 ans    | 16,3   |
| 20,8   | 45-59 ans    | 20     |
| 19,4   | 30-44 ans    | 19,4   |
| 17,6   | 15-29 ans    | 16,2   |
| 20,6   | 0-14 ans     | 19,1   |

## Économie
En 2015, la commune ne compte plus qu'un seul commerce de proximité, le New Morning, permet de se restaurer vite et pas cher, sur place ou à emporter.

## Culture locale et monuments

### Lieux et monuments

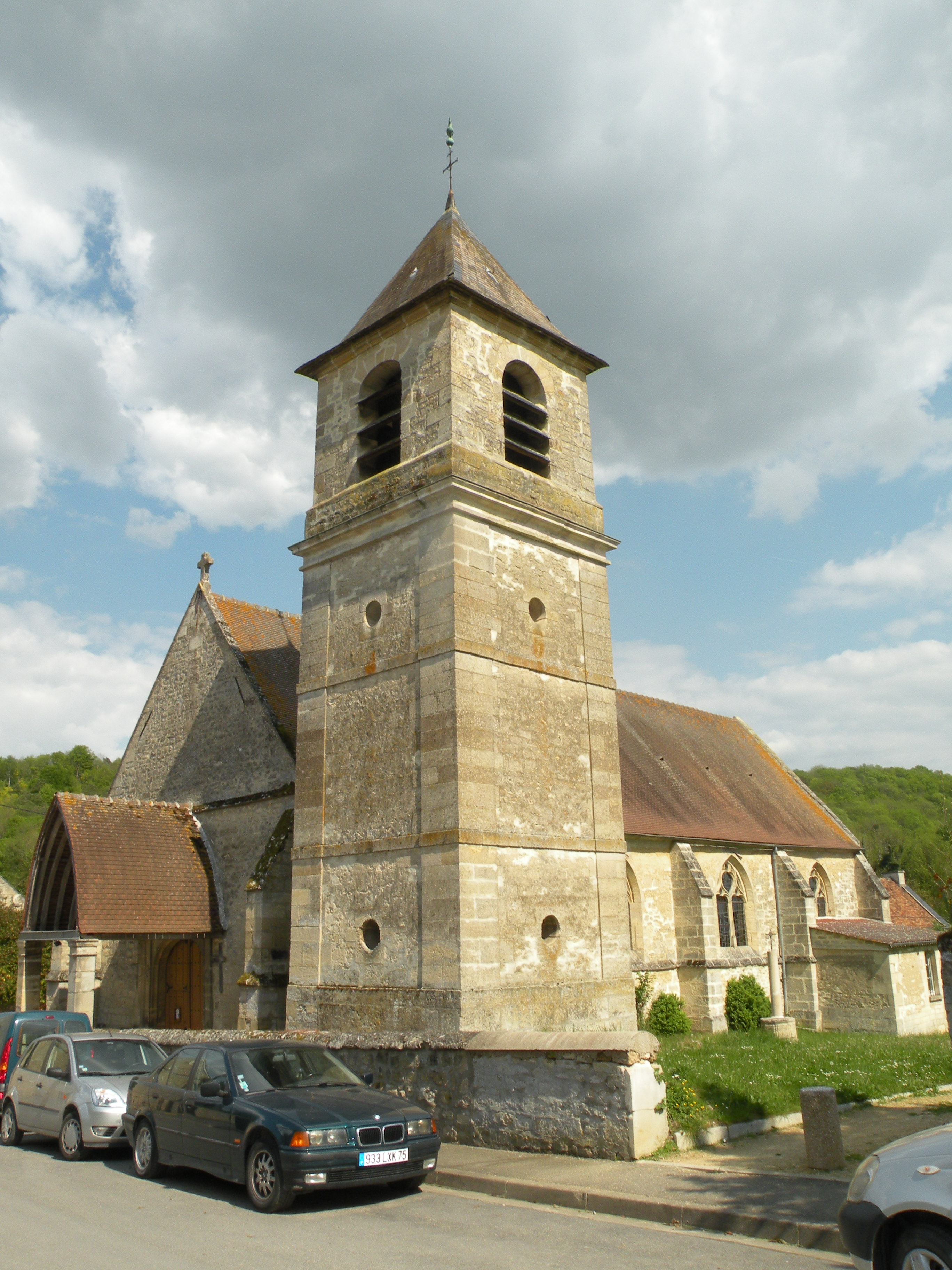
Église de la Nativité-de-Notre-Dame.

Blaincourt-lès-Précy compte un  monument historique sur son territoire :
- Église Notre-Dame-de-la-Nativité (inscrite monument historique par arrêté du 18 octobre 1971[36]) :

C'est un édifice très homogène du milieu du XVIe siècle, extérieurement très sobre et sans intérêt particulier, et flanqué devant la première travée du sud par un clocher-tour de 1781. Le portail occidental est précédé par un porche, constitué d'un toit sur une charpente en carène renversé, qui s'appuie à l'ouest sur deux piliers cylindriques. Sinon, l'extérieur est marqué par des contreforts qui se terminent par un glacis et qui sont scandés horizontalement par un larmier qui court tout autour au niveau du seuil des fenêtres, ainsi que par les fenêtres au réseau gothique flamboyant. Le dossier de protection les associe au XVe siècle, datation qui suggère deux campagnes de construction différentes et que Dominique Vermand ne reprend pas. L'intérieur de l'église s'organise en trois vaisseaux de cinq travées chacun, voûtés à la même hauteur et se terminant par un chevet plat. Le vaisseau central est un peu plus large que les autres, et communique avec ses collatéraux par des arcades largement ouvertes qui se confondent avec les doubleaux des voûtes. Ces arcades, ainsi que les ogives des voûtes, retombent sur les tailloirs de minces piliers isolés, auxquels répondent des demi-piliers engagés dans les murs. Le profil des voûtes et des doubleaux est encore en tiers-point, et les nervures ne sont pas pénétrantes contrairement à la règle à la période flamboyante, mais les chapiteaux sont entièrement absents. Dans son ensemble, l'intérieur de l'église de la Nativité est élégant et paraît d'une grande légèreté, et n'est pas sans rappeler certaines cryptes gothiques,.
On peut également noter :
- Habitat troglodytique.

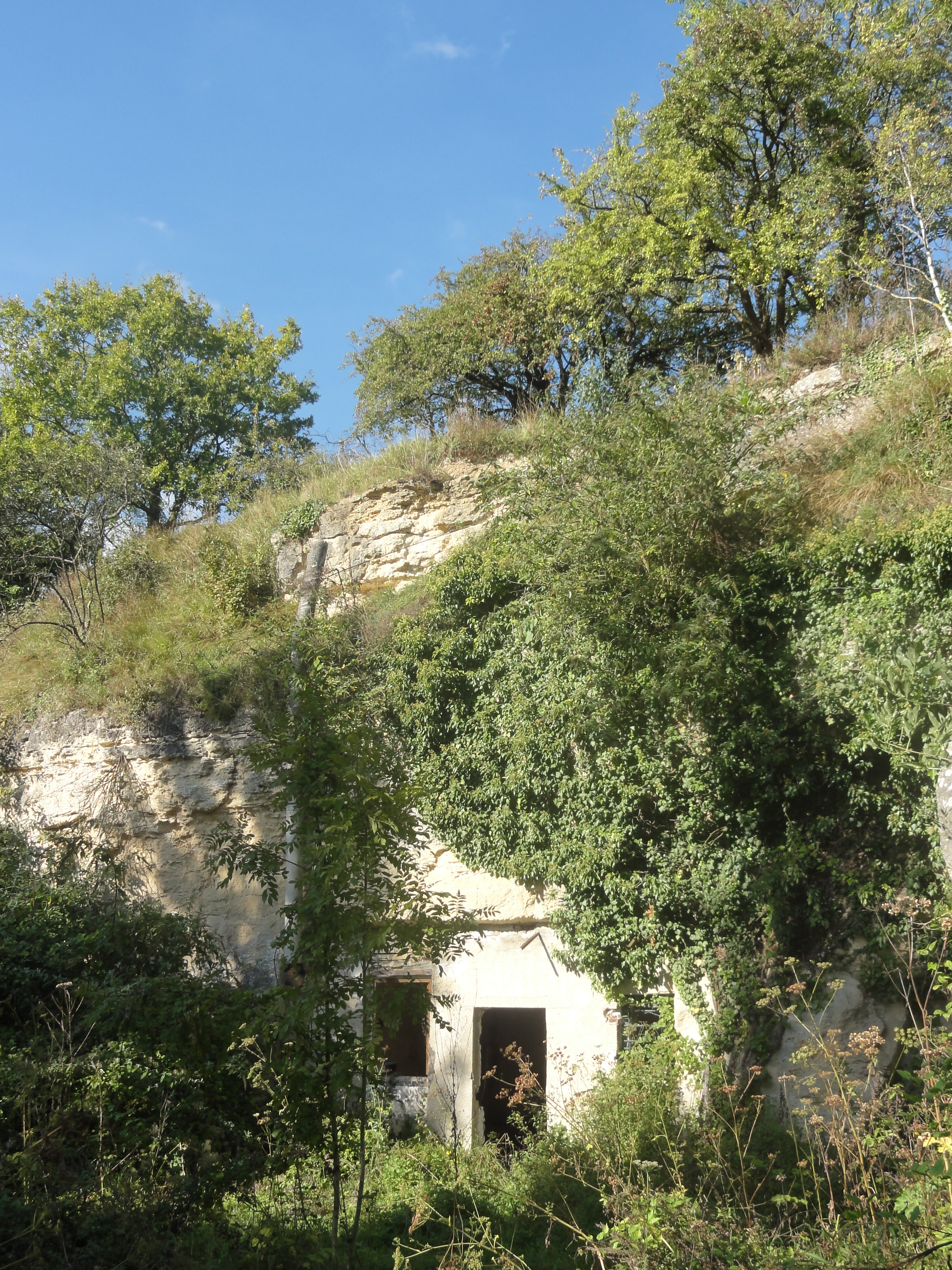
Ancien habitat troglodytique dans une carrière
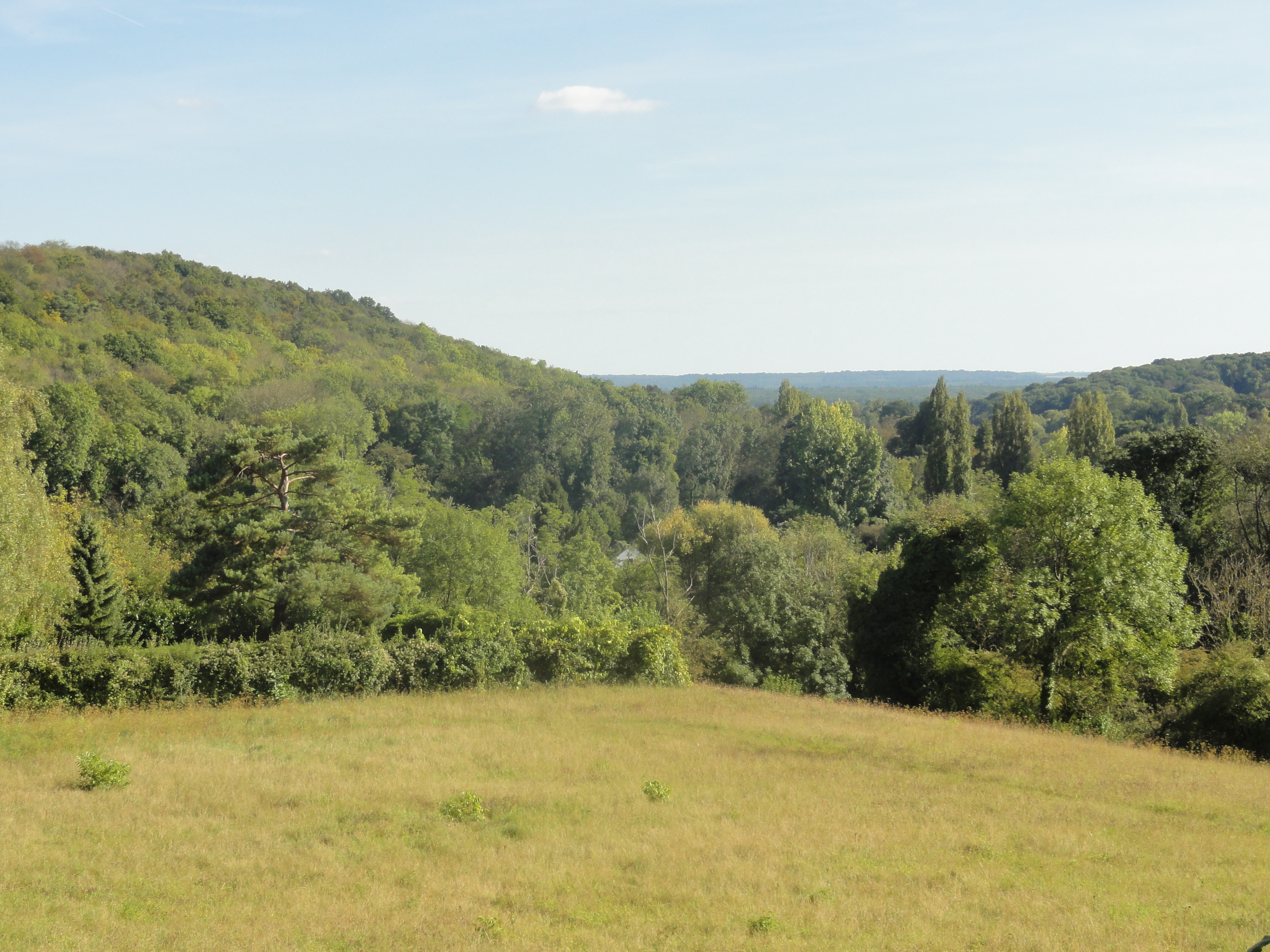
Le Grand Caillouet
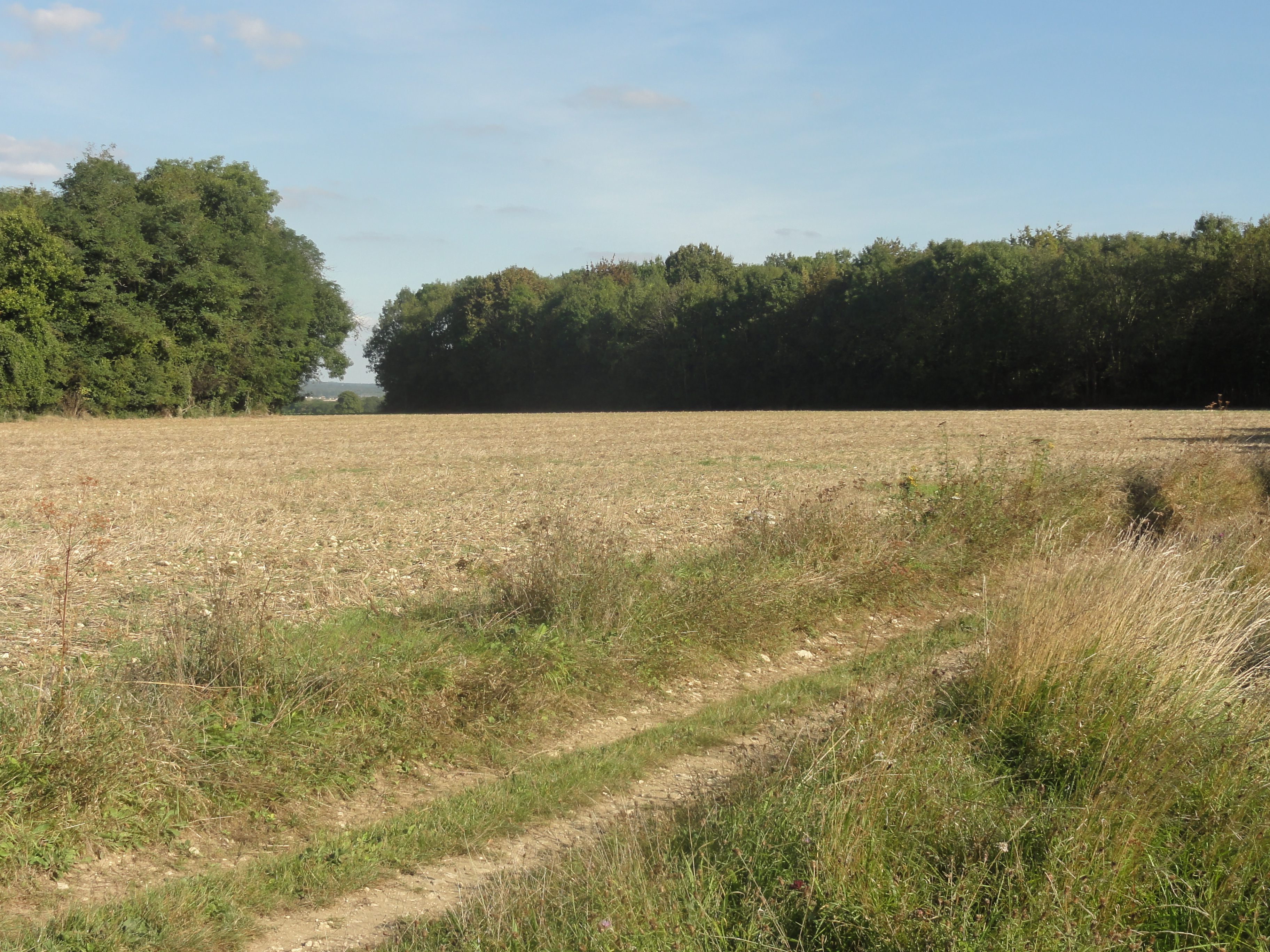
Les laris
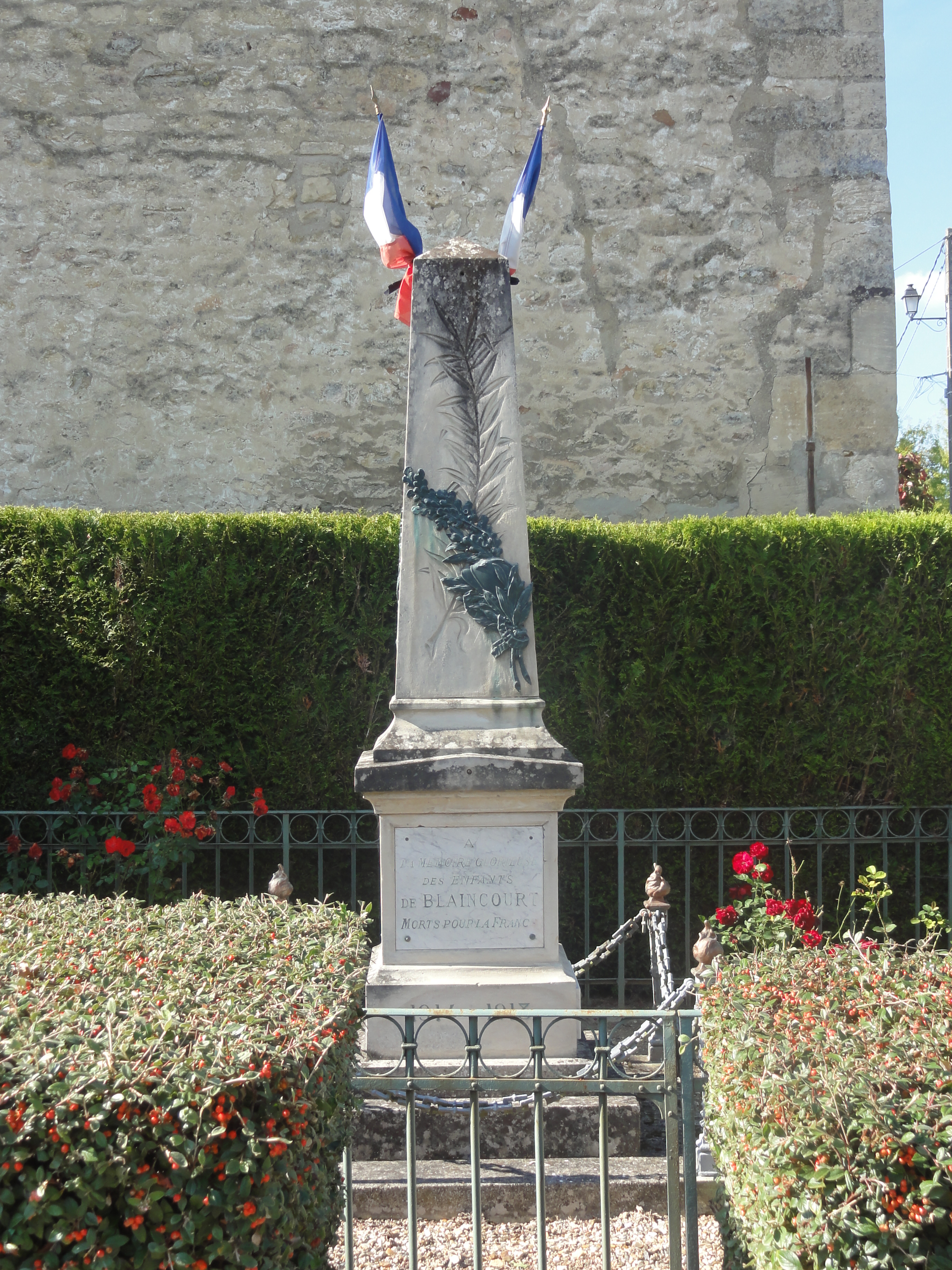
Le monument aux morts

### Héraldique
| Blason de Blaincourt-lès-Précy | Blason  | D'argent, à la bordure d'azur et à l'ecusson de gueules aux huit merlettes cousues de sable ordonnées en orle. |
| Blason de Blaincourt-lès-Précy | Détails | Le statut officiel du blason reste à déterminer.                                                               |

## Pour approfondir